# Paul Eyschen
Paul Eyschen (9. září 1841 Diekirch – 11. října 1915 Lucemburk) byl lucemburský politik, diplomat a právník, dlouholetý předseda vlády velkovévodství.
Byl synem soudce a ministra spravedlnosti z let 1856–1857 Charlese-Gérarda Eyschena. Vystudoval práva na Univerzitě v Bonnu a roku 1865 se stal členem advokátní komory. V roce 1866 byl zvolen do lucemburského parlamentu, mandát však mohl začít vykonávat až půl roku po volbách, kdy dosáhl předepsané věkové hranice 25 let. Zorganizoval vyslání lucemburských pomocných zdravotnických sborů na bojiště prusko-francouzské války. Byl jmenován chargé d’affaires v Německu a ministrem spravedlnosti, v roce 1888 nahradil Édouarda Thilgese v čele vlády. Funkci premiéra zastával 27 let, což je nejdéle ze všech premiérů v lucemburské historii, za tu dobu se v čele země vystřídali čtyři panovníci a v roce 1890 došlo k ukončení personální unie s Nizozemskem.
Období Eyschenovy vlády se vyznačovalo stabilitou a hospodářským rozvojem, premiér se hlásil k liberalismu a smiřoval levé i pravé extrémy. Jeho vláda přijala pokročilé sociální zákonodárství podle bismarckovského vzoru, zavedla zdravotní i důchodové pojištění a zřídila inspektorát bezpečnosti práce. V této době došlo také k sekularizaci vzdělání a rozsáhlému zakládání odborných škol. Eyschen usiloval o uznání lucemburštiny za samostatný jazyk a propagoval lucembursky psanou literaturu, zasloužil se také o zachování historických památek jako např. Vaubanova opevnění v Lucemburku. V zahraniční politice dbal o neutralitu, podílel se na přípravě Haagských úmluv. Snažil se o zachování lucemburské státnosti i v podmínkách německé okupace za první světové války. Zemřel ve funkci, podle oficiální zprávy na infarkt myokardu, spekulovalo se však také o sebevraždě motivované ztroskotáním Eyschenových politických vizí.